# ボートピア岩間
ボートピア岩間（ボートピアいわま）は、浜名湖競艇企業団が茨城県笠間市に設置しているボートレースの場外発売場である。

## 概要
全国で18ヶ所目、茨城県内では初の場外発売場として、2004年5月20日に開業。設置者が施行に携わっているボートレース浜名湖の勝舟投票券はすべて発売することを原則とし、さらにボートレース浜名湖など主に関東地区で開催される競走の勝舟投票券も発売している。また、ボートレース桐生を中心としてナイターレースの勝舟投票券も発売している。
イメージキャラクターは天狗のてんまる。笠間市の愛宕山は天狗伝説で知られており、これにちなんで作成されたものである。

## 立地
茨城県笠間市押辺2560番地の1
市街地からは遠く離れた立地環境であるが、常磐自動車道・岩間インターチェンジのすぐそばに立地し、大規模な敷地（41,344m2）に大規模な施設（719席）と駐車場（814台）を擁している。公共交通機関利用者についてはJR岩間駅から1時間に1本程度であるが無料送迎バスが出ており、これを利用することとなる。
- 常磐自動車道岩間インターチェンジから車で1分。
- JR東日本常磐線岩間駅から送迎バスで15分。

## 設備

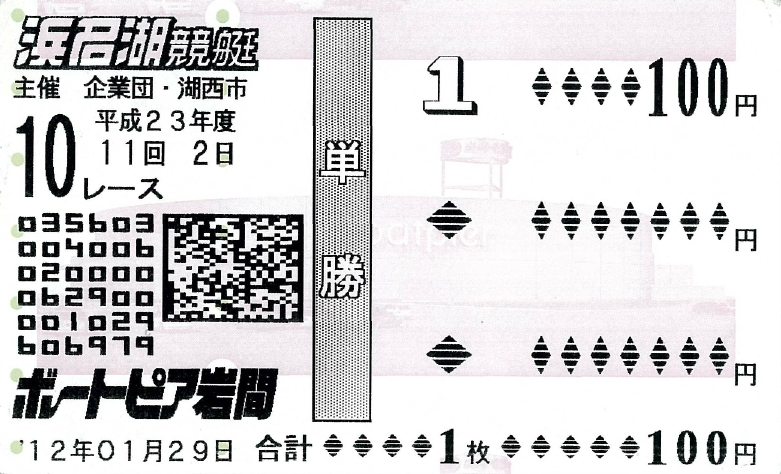
ボートピア岩間の勝舟投票券（日本トーター）
単勝式舟券を発売しているボートピアは珍しい。

先述のとおり、郊外型ボートピアとして大規模な施設が特徴である。客席は1階と2階にあり、いずれも喫煙所を除き全面禁煙である。
- 一般席 - 1階。230インチのメインスクリーン1台と、150インチのサブスクリーン2台が設置されている。
- 有料席
  - ロイヤルルーム - 1階。1人掛けシートと個別観戦モニターが設置されている。
  - 特別観覧席 - 2階。解放型のペアシート指定席。観戦用のスクリーンは一般席と共用である。

トータリゼータシステム（投票集計発券システム）は日本トーター社製のシステムを採用している。昼間開催2場、ナイター2場と、一日で最大8場96レースを発売する。
なお、全44窓口が自動投票機による発券、自動投票払戻機による払い戻しである。マークシートは1枚で三連勝単式・三連勝複式・二連勝単式・普通二連勝複式・拡大二連勝複式・単勝式・複勝式の7賭式すべてに対応している。ボートレースでは「単勝式・複勝式」と「連勝式（残りの5賭式）」は別のマークシートとすることがほとんどであり、さらにボートピアでは「単勝式・複勝式」を発売しないところもあるなかで、珍しい例である。